# Liste der Distanzsteine im Altmarkkreis Salzwedel
Die Liste der Distanzsteine im Altmarkkreis Salzwedel beinhaltet die bekannten Distanzsteine im Altmarkkreis Salzwedel.

## Allgemeines
Im Landkreis Anhalt-Bitterfeld sind folgende verschiedene Distanzsteintypen vorhanden:
- preußischer Meilenstein.

## Meilensteine
| Artikel                | Denkmal-ID | Ausweisungsart | Lage                                      | Beschreibung                   | Kommune             | Ort        | Bild |
| ---------------------- | ---------- | -------------- | ----------------------------------------- | ------------------------------ | ------------------- | ---------- | ---- |
| Meilenstein Arendsee   | 094 61196  | Kleindenkmal   | L 1                                       | preußischer Viertelmeilenstein | Arendsee            | Arendsee   |      |
| Meilenstein Arendsee   | 094 61198  | Kleindenkmal   | L 1                                       | preußischer Halbmeilenstein    | Arendsee            | Arendsee   |      |
| Meilenstein Arendsee   | 094 61204  | Kleindenkmal   | L 1                                       | preußischer Ganzmeilenstein    | Arendsee            | Arendsee   |      |
| Meilenstein Arendsee   |            |                | L 1                                       | preußischer Meilenstein        | Arendsee            | Arendsee   |      |
| Meilenstein Arendsee   |            |                | L 1                                       | preußischer Meilenstein        | Arendsee            | Arendsee   |      |
| Meilenstein Arendsee   |            |                | L 5                                       | preußischer Meilenstein        | Arendsee            | Arendsee   |      |
| Meilenstein Arendsee   |            |                | Koloniestraße in Arendsee am Kreisverkehr | preußischer Meilenstein        | Arendsee            | Arendsee   |      |
| Meilenstein Fleetmark  | 094 61154  | Kleindenkmal   | L 1                                       | Meilenstein                    | Arendsee            | Fleetmark  |      |
| Meilenstein Fleetmark  | 094 61157  | Kleindenkmal   | L 1                                       | Meilenstein                    | Arendsee            | Fleetmark  |      |
| Meilenstein Fleetmark  | 094 61158  | Kleindenkmal   | L 1                                       | Meilenstein                    | Arendsee            | Fleetmark  |      |
| Meilenstein Kerkuhn    |            |                | L 1                                       | Meilenstein                    | Arendsee            | Kerkuhn    |      |
| Meilenstein Sanne      | 094 61173  | Kleindenkmal   | L 1                                       | Meilenstein                    | Arendsee            | Sanne      |      |
| Meilenstein Schrampe   |            |                | L 5                                       | Meilenstein                    | Arendsee            | Schrampe   |      |
| Meilenstein Winterfeld | 094 61164  | Kleindenkmal   | B 71                                      | Meilenstein                    | Apenburg-Winterfeld | Winterfeld |      |
| Meilenstein Wustrewe   | 094 90137  | Kleindenkmal   | K 1093                                    | Meilenstein                    | Kalbe               | Wustrewe   |      |